# Шихалиев, Октай Юсиф оглы
Октай Юсиф оглы Шихалиев (азерб. Oqtay Yusif oğlu Şıxəliyev) — азербайджанский художник. Заслуженный художник Азербайджанской ССР (1982). Народный художник Азербайджана (1992).

## Биография
Октай Шихалиев родился 3 сентября 1931 года в Баку. С 1947 по 1952 год учился в Художественном училище имени Азима Азимзаде, которое окончил с отличием. В 1952 году Шихалиев поступил в Высшую художественную школу имени Мухина в Ленинграде, которую окончил в 1958 году.
В 1958 году Шихалиев выиграл золотую медаль Республиканского молодежного фестиваля и был удостоен диплома первой степени. После возвращения в Баку Шихалиев занимался преимущественно монументально-декоративным искусством. Был участником республиканских и всесоюзных выставок с живописными и декоративно-прикладными произведениями. Работал в таких городах Азербайджана, как Гянджа, Мингячевир, Шамкир, Ленкорань, Баку и т. д.).
Шихалиеву принадлежат оформление мозаикой Бакинского завода кондиционеров (1975), Бакинского морского вокзала (1970), фасада Бакинской обувной фабрики (1980), гостиницы «Турист» (1973, совместно с Г. Раджабовым), а также станции метро «Мемар Аджеми», «26 Бакинских комиссаров» (ныне «Сахил») и «XI Красная армия» (ныне «20 Января»), мозаичное панно «К звездам» на фасаде здания школы № 18 города Баку (1968), панно интерьера локомотивного депо станции Баладжары (1969) и др. Среди портретов, написанных художником можно отметить такие, как «Моя чернушка», «Тарист Мансуров», «Нигяр», «Девушка», «Химик», известны пейзажи «Кобустан», «Штурм Куры», «Последствия войны» и др.
Работы Октая Шихалиева находятся в Музее искусств Азербайджана, Новосибирском музее искусств, а также музеях восточного искусства городов Москва и Санкт-Петербург. В Алжирском Национальном музее изобразительных искусств хранится картина «Чернушка» (1970). Некоторые работы художника хранятся в частных коллекциях в Азербайджане, Франции, Германии и пр. Так, например, портрет Билла Клинтона из его частной коллекции был подарен Клинтону Гейдаром Алиевым. Шихалиев также выезжал в творческие командировки в Мексику, Германию, Канаду и др. страны.
В 1963—1967 годах Шихалиев преподавал в Бакинском художественном училище. С 1967 года он вёл педагогическую деятельность в Институте искусств имени М. Алиева (с 1969 года — старший преподаватель). 
С 25 декабря 1985 года — доцент, а с 8 января 1993 года — профессор кафедры рисунка Азербайджанской государственной академии художеств.
31 марта 1970 года Президиумом Верховного Совета СССР был награждён юбилейной медалью за доблестный труд в ознаменование 100-летия со дня рождения В. И. Ленина.
В 1982 году Октаю Шихалиеву было присвоено звание Заслуженного художника Азербайджанской ССР. В 1992 году указом Президента Азербайджана Аяза Муталибова № 604 Октаю Шихалиеву было присвоено звание Народного художника Азербайджанской Республики.
В 2004 году Шихалиеву была присуждена Персональная пенсия Президента Азербайджанской Республики.
Скончался художник 31 января 2012 года.